# Taraxacum longisquameum
Taraxacum longisquameum — вид квіткових рослин з родини айстрових (Asteraceae). Вид зростає в Європі: Англія, Уельс, Шотландія, Ірландія, Данія, Норвегія, Швеція, Фінляндія, Нідерланди, Бельгія, Німеччина, Швейцарія, Чехія, Франція, Естонія, Латвія, Литва, Білорусь, європейська Росія; це багаторічна рослина.

## Середовище
Типовий для піщаних, добре дренованих ґрунтів, часто в багатших на поживні речовини частинах піщаних дюн, а також на вересових пустках та вапняних ґрунтах. Також зустрічається на забур'янених ділянках.

## Морфологічна характеристика
Листя має крилаті черешки, червоні та чорні плями на міжлопатях. Бічні лопаті загнуті назад і зубчасті дистально, а кінцева лопать досить довга, стрілоподібна і часто певною мірою розділена. Зовнішні приквітки досить вузькі, загнуті назад, облямовані та зазвичай з деяким рожевим нальотом. Приймочки залишаються жовтуватими у висушеному стані.